# Васюково (Печенгский сельсовет)
Васюково — деревня в Кирилловском районе Вологодской области.
Входит в состав Чарозерского сельского поселения, с точки зрения административно-территориального деления — в Печенгский сельсовет.
Расстояние до районного центра Кириллова по автодороге — 112 км, до центра муниципального образования Чарозера по прямой — 23 км. Ближайшие населённые пункты — Мережино, Русино, Бархатово, Ефремовская, Левково, Королево, Степачево, Воронино, Семеновская, Рыбацкая, Иваново, Павшино.
По переписи 2002 года население — 11 человек.